# Saint-Matré
Saint-Matré ist eine Ortschaft und eine Commune déléguée in der französischen Gemeinde Barguelonne-en-Quercy mit 116 Einwohnern (Stand 1. Januar 2022) im Département Lot in der Region Okzitanien. Der Ort gehörte zum Arrondissement Cahors und zum Kanton Puy-l’Évêque.
Der Erlass vom 28. September 2018 legte mit Wirkung zum 1. Januar 2019 die Eingliederung von Le Boulvé als Commune déléguée zusammen mit den früheren Gemeinden Le Boulvé, Fargues und Saux zur Commune nouvelle Porte-du-Quercy fest. Der Verwaltungssitz befindet sich in Le Boulvé.
Die Einwohner werden Saint-Matréens und Saint-Matréennes genannt.

## Geographie
Saint-Matré liegt circa 26 km westlich von Cahors im Gebiet Quercy Blanc der historischen Provinz Quercy an der südwestlichen Grenze zum benachbarten Département Tarn-et-Garonne.
Umgeben wird Saint-Matré von drei Nachbargemeinden und zwei Communes déléguées von Porte-du-Quercy:
|                        | Sérignac                                    |                             |
| Saux (Porte-du-Quercy) | Kompassrose, die auf Nachbargemeinden zeigt | Le Boulvé (Porte-du-Quercy) |
|                        | Montaigu-de-Quercy (Tarn-et-Garonne)        | Montcuq-en-Quercy-Blanc     |

Saint-Matré liegt im Einzugsgebiet des Flusses Garonne. Der Ruisseau de Saint-Matré, ein Nebenfluss des Lot, entspringt auf dem Ortsgebiet. Die Rivièrette und der Vigor, Nebenflüsse des Boudouyssou, bewässern ebenfalls das Ortsgebiet.

## Geschichte
Zwischen 1790 und 1794 wurde die Gemeinde Coulourgues eingegliedert.

## Einwohnerentwicklung
Nach Beginn der Aufzeichnungen stieg die Einwohnerzahl bis zur Mitte des 19. Jahrhunderts auf einen ersten Höchststand von rund 390. In der Folgezeit erfuhr die Gemeinde bei kurzen Erholungsphasen bis heute eine Stagnierung der Größe.
| Jahr      | 1962 | 1968 | 1975 | 1982 | 1990 | 1999 | 2006 | 2011 | 2022 |
| --------- | ---- | ---- | ---- | ---- | ---- | ---- | ---- | ---- | ---- |
| Einwohner | 165  | 185  | 137  | 139  | 151  | 122  | 134  | 110  | 116  |

## Sehenswürdigkeiten

### Kapelle von Coulourgues
Die kleine romanische Kapelle ist dem heiligen Benedikt geweiht. Sie ist im 13. Jahrhundert gebaut und sehr wenig verändert worden. Die Kapelle besitzt ein Weihwasserbecken aus dem 17. oder 18. Jahrhundert. Der Bodenbelag im Inneren stammt aus derselben Epoche. Das sichtbare Balkenwerk ist aus Holz.

### Schloss Miraval
Jacques de Viguié, Seigneur der Länderei und von Coulourgues, huldigte dem französischen König im Jahre 1663 für sein Lehen und sein Schloss Miraval. Reste eines Kamins in einem der Kellerräume belegen das Alter des Gebäudes, das vermutlich auf das 16. Jahrhundert datiert werden kann. Ein Dokument belegt den Weinbau auf seinem Grundstück seit der Errichtung. Das heutige Anwesen wird als Weingut betrieben, seit 2008 als biologischer Anbau.